# 上田康徳
上田 康徳（うえだ やすのり、1986年〈昭和61年〉10月25日 - ）は、日本のプロバスケットボール指導者。福井県出身。

## 略歴
2007年から中部学院大学男子バスケットボール部の学生コーチとして活動。レラカムイ北海道のアシスタントマネージャーやレバンガ北海道のマネージャーを経て、ドイツ2部リーグ・ケムニッツ99でアシスタントコーチに就任。帰国後母校・中部学院大学男子バスケットボール部のヘッドコーチを1シーズン務めた後、NBL・兵庫ストークスのアシスタントコーチに就任。シーズン途中にダニー・ヨシカワHCが解任されたことに伴い、ヘッドコーチに昇格。トップリーグでヘッドコーチを務めるのは自身初となった。
2016年にB.LEAGUEが開幕すると、B2の岩手ビッグブルズで指揮を執り、2017年からはゼネラルマネージャーやユースチームのヘッドコーチも兼任した。
その後、三遠ネオフェニックスのユースチーム立ち上げに関わり、U15やU18で指揮を執った。2022年から仙台89ERSのアカデミーコーチ、2023年から仙台89ERSのU15ヘッドコーチを務める。